# شريعان (الرقة)
شريعان قرية سورية تتبع ناحية مركز تل أبيض في منطقة تل أبيض في محافظة الرقة. بلغ عدد سكانها 1695 نسمة في عام 2004 حسب إحصاء المكتب المركزي للإحصاء.